# اوستور
اوستور (انگلیسی: Ustur) یک کوه در جمهوری کاباردینو-بالکاریای کشور روسیه است.